# أمبروسيو بلازا
أمبروسيو بلازا (بالإسبانية: Ambrosio Plaza) هو عسكري فنزويلي، ولد في 7 ديسمبر 1791 في كاراكاس في فنزويلا، وتوفي في 25 يونيو 1821 في بلنسية في فنزويلا.